# The Non-Stop Kid
The Non-Stop Kid è una comica muta del 1918 di Gilbert Pratt con Harold Lloyd.

## Trama
La giovane popolare signorina Wiggle ha molti spasimanti di classe superiore, ma preferisce Harold a qualsiasi altro. Suo padre, ciononostante, non lo accetta, perché sta preparando per sua figlia il matrimonio con il professor Noodle. Quando Harold viene a sapere questo, blocca il professore mentre sta andando a un tè a casa dei Wiggle, e poi impersona il professore.